# Phobocampe pulchella
Phobocampe pulchella är en stekelart som först beskrevs av Thomson 1887.  Phobocampe pulchella ingår i släktet Phobocampe och familjen brokparasitsteklar. Arten är reproducerande i Sverige. Inga underarter finns listade i Catalogue of Life.